# Siebenbürgen
Siebenbürgen fue una banda sueca de gothic/melodic black metal que se disolvió en 2006 y en el 2007. Se reunieron para preparar un álbum en 2008 con una nueva formación; esta vez, Marcus Ehlin en la voz y el bajo.

## Biografía
En 1994 Marcus Ehlin (guitarra, voz) y Anders Rosdahl (batería) forman Siebenbürgen.Un par de meses más tarde Fredrik Brockert (bajo) se unió a la banda. 
En 1996 lanzan su primer demo titulado Siebenbürgen, y entra a la banda Linus Ekström (guitarra)
Unos meses después en octubre de 1996 registran su segundo demo Ungentum Pharelis, con esta demo logran un contrato con Napalm Records, y registran su primer álbum en abril de 1997 titulado Loreia. 
Con el respaldo de Napalm Records en enero y febrero de 1998, terminan su segundo álbum Grimjaur, que fue puesto en libertad en mayo del mismo año.
En 1999 Lovisa Hallstedt's la voz femenina y violinista deja la banda y es remplazada por Kicki Höijertz. En febrero del mismo año entran a grabar su tercer álbum Delictum, este álbum sirvió como un nuevo comienzo para la banda, que había venido sufriendo importantes problemas personales después de la grabación de Grimjaur . 
En el año 2000, Marcus Ehlin decidió renunciar a su guitarra para centrarse únicamente en la voz Como resultado, Richard Bryngelsson se suma a la banda. Poco después comienzan a trabajar en nuevo material para su cuarto álbum Plagued Be Thy Angel. 
Después de la realización de Plagued Be Thy Angel, Ekström y Höjiertz dejan la banda y son sustituido por Fredrik Folkare y Turid Walderhaug.. Turid más tarde fue sustituido por Erika Roos y en el 2004 Fredrik fue sustituido por Niklas Sundin.
Con la llegada estos nuevos integrantes en el 2005, registra su quinto álbum llamado Darker Designs & Images, con Marcus Ehlin a la guitarra. En este álbum mezclan el clásico heavy metal con el brutal death metal, el álbum fue grabado en los Estudios Sundown, Suecia. 
Durante los años siguientes SIEBENBÜRGEN tocan en más de 100 espectáculos, entre ellos 5 giras europeas y una gira en México. Tocan junto a grades bandas como; Hollenthon, Graveworm, Agathodaimon, Tristania por mencionar algunos.
En febrero de 2006 deciden separarse, después de 12 años carrera y dejan el siguiente comunicado.
"Tristemente, no tenemos la energía ni la inspiración para llevar a la banda más lejos, y sería un error para nosotros y nuestros fanes continuar sin la pasión que SIEBENBÜRGEN merece”
Pero a finales del 2007 SIEBENBÜRGEN resucita de las cenizas, firman un acuerdo con MASACRE RECORDS. Y ahora el viaje se inicia una vez más, contando con antiguos y nuevos miembros, Marcus Ehlin en la voz y bajo, Lisa Bohwalli Simonsson en la voz femenina , Richard Bryngelsson en la guitarra, Joakim Ohlsson en la guitarra, Dennis Ekdahl en la batería y Johnnie Gunther en el teclado.
En el 2008 lanzan su sexto álbum titulado Revelation VI , el cual fue grabado en los estudios 301 de Estocolmo y Sonic Train de Varberg.

## Miembros
- Lisa Bohwalli Simonsson - Vocals
- Marcus Ehlin - Vocals, guitars, bass
- Dennis Ekdahl - Drums
- Richard Bryngelsson - Guitars
- Johnnie Gunther - Keyboards
- Joakim Ohlsson - Guitars

## Discografía

### Álbumes de estudios
- 1996 - Siebenbürgen (demo)
- 1996 - Ungentum Pharelis (demo)
- 1997 - Loreia
- 1998 - Grimjaur
- 2000 - Delictum
- 2001 - Plagued Be Thy Angel
- 2005 - Darker Designs & Images
- 2008 - Revelation VI

### Otros álbumes
- 1996 - Siebenbürgen - Live